# Tour de Suisse 2018
82. edycja wyścigu kolarskiego Tour de Suisse odbyła się od 9 czerwca do 17 czerwca 2018 roku. Trasa tego wieloetapowego wyścigu liczyła dziewięć etapów, o łącznym dystansie 1 215,4 km. Wyścig zaliczany był do rankingu światowego UCI World Tour 2018.

## Uczestnicy
Na starcie wyścigu stanęło 21 ekip. Wśród nich wszystkie osiemnaście ekip UCI World Tour 2018 oraz trzy inne zaproszone przez organizatorów.
Lista drużyn uczestniczących w wyścigu:
| Numery  | Kod | Drużyna              |
| ------- | --- | -------------------- |
| 1-7     | KAT | Team Katusha-Alpecin |
| 11-17   | BMC | BMC Racing Team      |
| 21-27   | MTS | Mitchelton-Scott     |
| 31-37   | SUN | Team Sunweb          |
| 41-47   | ALM | Ag2r-La Mondiale     |
| 51-57   | AST | Astana Pro Team      |
| 61-67   | TBM | Bahrain-Merida       |
| 71-77   | BOH | Bora-Hansgrohe       |
| 81-87   | TFS | Trek-Segafredo       |
| 91-97   | GFC | Groupama–FDJ         |
| 101-107 | LTS | Lotto Soudal         |

| Numery  | Kod | Drużyna                         |
| ------- | --- | ------------------------------- |
| 111-117 | MOV | Movistar Team                   |
| 121-127 | QST | Quick-Step Floors               |
| 131-137 | DDD | Dimension Data                  |
| 141-147 | EFD | EF Education First–Drapac       |
| 151-157 | TLJ | Team LottoNL-Jumbo              |
| 161-167 | SKY | Team Sky                        |
| 171-177 | UAD | UAE Team Emirates               |
| 181-187 | ABS | Aqua Blue Sport                 |
| 191-197 | DEN | Direct Énergie                  |
| 201-207 | NIP | Nippo-Vini Fantini-Europa Ovini |

## Etapy
| Etap | Data       | Start – Meta              | km    | Typ         | Zwycięzca etapu         | Lider        |
| ---- | ---------- | ------------------------- | ----- | ----------- | ----------------------- | ------------ |
| 1    | 9 czerwca  | Frauenfeld                | 18,3  | TTT         | BMC Racing Team         | Stefan Küng  |
| 2.   | 10 czerwca | Frauenfeld – Frauenfeld   | 155   | Pagórkowaty | Peter Sagan             | Stefan Küng  |
| 3.   | 11 czerwca | Oberstammheim – Gansingen | 182,8 | Pagórkowaty | Sonny Colbrelli         | Stefan Küng  |
| 4.   | 12 czerwca | Gansingen – Gstaad        | 189,2 | Pagórkowaty | Christopher Juul-Jensen | Stefan Küng  |
| 5.   | 13 czerwca | Gstaad – Leukerbad        | 155,7 | Górski      | Diego Ulissi            | Richie Porte |
| 6.   | 14 czerwca | Fiesch – Gommiswald       | 186   | Górski      | Søren Kragh Andersen    | Richie Porte |
| 7.   | 15 czerwca | Eschenbach – Arosa        | 170,5 | Górski      | Nairo Quintana          | Richie Porte |
| 8.   | 16 czerwca | Bellinzona - Bellinzona   | 123,8 | Płaski      | Arnaud Démare           | Richie Porte |
| 9.   | 18 czerwca | Bellinzona                | 34,1  | ITT         | Stefan Küng             | Richie Porte |

### Etap 1 – 9.06: Frauenfeld, 18,3 km
| Poz. | Zespół            | Czas    |
| ---- | ----------------- | ------- |
| 1.   | BMC Racing Team   | 20' 18" |
| 2.   | Team Sunweb       | + 20"   |
| 3.   | Quick-Step Floors | + 27"   |

| #    | Zawodnik          | Zespół | Czas     |
| ---- | ----------------- | ------ | -------- |
| 1.   | Stefan Küng       | BMC    | 20' 18"  |
| 2.   | Richie Porte      | BMC    | + 0"     |
| 3.   | Greg Van Avermaet | BMC    | + 0"     |
|      |                   |        |          |
| 18.  | Maciej Bodnar     | BOH    | + 27"    |
| 125. | Michał Gołaś      | SKY    | + 2' 41" |

### Etap 2 – 10.06: Frauenfeld - Frauenfeld, 155 km
| #    | Zawodnik         | Zespół | Czas       |
| ---- | ---------------- | ------ | ---------- |
| 1.   | Peter Sagan      | BOH    | 3h 50' 09" |
| 2.   | Fernando Gaviria | QST    | + 0"       |
| 3.   | Nathan Haas      | KAT    | + 0"       |
|      |                  |        |            |
| 80.  | Michał Gołaś     | SKY    | + 2' 02"   |
| 106. | Maciej Bodnar    | BOH    | + 2' 02"   |

| #    | Zawodnik          | Zespół | Czas       |
| ---- | ----------------- | ------ | ---------- |
| 1.   | Stefan Küng       | BMC    | 4h 10' 24" |
| 2.   | Greg Van Avermaet | BMC    | + 3"       |
| 3.   | Richie Porte      | BMC    | + 3"       |
|      |                   |        |            |
| 62.  | Maciej Bodnar     | BOH    | + 2' 32"   |
| 108. | Michał Gołaś      | SKY    | + 4' 46"   |

### Etap 3 – 11.06: Oberstammheim - Gansingen, 182,8 km
| #    | Zawodnik         | Zespół | Czas       |
| ---- | ---------------- | ------ | ---------- |
| 1.   | Sonny Colbrelli  | TBM    | 4h 39' 51" |
| 2.   | Fernando Gaviria | QST    | + 0"       |
| 3.   | Peter Sagan      | BOH    | + 0"       |
|      |                  |        |            |
| 69.  | Michał Gołaś     | SKY    | + 1' 14"   |
| 147. | Maciej Bodnar    | BOH    | + 9' 09"   |

| #    | Zawodnik          | Zespół | Czas       |
| ---- | ----------------- | ------ | ---------- |
| 1.   | Stefan Küng       | BMC    | 8h 50' 15" |
| 2.   | Greg Van Avermaet | BMC    | + 3"       |
| 3.   | Richie Porte      | BMC    | + 3"       |
|      |                   |        |            |
| 89.  | Michał Gołaś      | SKY    | + 6' 00"   |
| 120. | Maciej Bodnar     | BOH    | + 11' 41"  |

### Etap 4 – 12.06: Gansingen - Gstaad, 189,2 km
| #    | Zawodnik                | Zespół | Czas       |
| ---- | ----------------------- | ------ | ---------- |
| 1.   | Christopher Juul-Jensen | MTS    | 4h 35' 56" |
| 2.   | Michael Matthews        | SUN    | + 8"       |
| 3.   | Yves Lampaert           | QST    | + 8"       |
|      |                         |        |            |
| 76.  | Michał Gołaś            | SKY    | + 2' 07"   |
| 144. | Maciej Bodnar           | BOH    | + 12' 46"  |

| #    | Zawodnik          | Zespół | Czas        |
| ---- | ----------------- | ------ | ----------- |
| 1.   | Stefan Küng       | BMC    | 13h 26' 19" |
| 2.   | Greg Van Avermaet | BMC    | + 3"        |
| 3.   | Richie Porte      | BMC    | + 3"        |
|      |                   |        |             |
| 78.  | Michał Gołaś      | SKY    | + 7' 59"    |
| 134. | Maciej Bodnar     | BOH    | + 24' 19"   |

### Etap 5 – 13.06: Gstaad - Leukerbad, 155,7 km
| #    | Zawodnik          | Zespół | Czas       |
| ---- | ----------------- | ------ | ---------- |
| 1.   | Diego Ulissi      | UAD    | 3h 37' 31" |
| 2.   | Enric Mas         | QST    | + 0"       |
| 3.   | Tom-Jelte Slagter | DDD    | + 0"       |
|      |                   |        |            |
| 87.  | Michał Gołaś      | SKY    | + 19' 27"  |
| 132. | Maciej Bodnar     | BOH    | + 24' 19"  |

| #    | Zawodnik        | Zespół | Czas        |
| ---- | --------------- | ------ | ----------- |
| 1.   | Richie Porte    | BMC    | 17h 03' 53" |
| 2.   | Wilco Kelderman | SUN    | + 20"       |
| 3.   | Sam Oomen       | SUN    | + 20"       |
|      |                 |        |             |
| 77.  | Michał Gołaś    | SKY    | + 27' 23"   |
| 134. | Maciej Bodnar   | BOH    | + 48' 35"   |

### Etap 6 – 14.06: Fiesch - Gommiswald, 186 km
| #    | Zawodnik             | Zespół | Czas       |
| ---- | -------------------- | ------ | ---------- |
| 1.   | Søren Kragh Andersen | SUN    | 4h 59' 53" |
| 2.   | Nathan Haas          | KAT    | + 10"      |
| 3.   | Gorka Izagirre       | TBM    | + 24"      |
|      |                      |        |            |
| 82.  | Michał Gołaś         | SKY    | + 5' 10"   |
| 114. | Maciej Bodnar        | BOH    | + 15' 51"  |

| #    | Zawodnik        | Zespół | Czas         |
| ---- | --------------- | ------ | ------------ |
| 1.   | Richie Porte    | BMC    | 22h 04' 13"  |
| 2.   | Wilco Kelderman | SUN    | + 32"        |
| 3.   | Sam Oomen       | SUN    | + 32"        |
|      |                 |        |              |
| 73.  | Michał Gołaś    | SKY    | + 32' 06"    |
| 122. | Maciej Bodnar   | BOH    | + 1h 03' 59" |

### Etap 7 – 15.06: Eschenbach - Arosa, 170,5 km
| #    | Zawodnik       | Zespół | Czas       |
| ---- | -------------- | ------ | ---------- |
| 1.   | Nairo Quintana | MOV    | 4h 01' 39" |
| 2.   | Jakob Fuglsang | AST    | + 22"      |
| 3.   | Richie Porte   | BMC    | + 22"      |
|      |                |        |            |
| 86.  | Michał Gołaś   | SKY    | + 25' 52"  |
| 139. | Maciej Bodnar  | BOH    | + 29' 57"  |

| #    | Zawodnik        | Zespół | Czas         |
| ---- | --------------- | ------ | ------------ |
| 1.   | Richie Porte    | BMC    | 26h 06' 10"  |
| 2.   | Nairo Quintana  | MOV    | + 17"        |
| 3.   | Wilco Kelderman | SUN    | + 52"        |
|      |                 |        |              |
| 77.  | Michał Gołaś    | SKY    | + 57' 40"    |
| 123. | Maciej Bodnar   | BOH    | + 1h 33' 38" |

### Etap 8 – 16.06: Bellinzona - Bellinzona, 123,8 km
| #   | Zawodnik           | Zespół | Czas       |
| --- | ------------------ | ------ | ---------- |
| 1.  | Arnaud Démare      | GFC    | 2h 41' 07" |
| 2.  | Fernando Gaviria   | QST    | + 0"       |
| 3.  | Alexander Kristoff | UAD    | + 0"       |
|     |                    |        |            |
| 55. | Michał Gołaś       | SKY    | + 0"       |
| 94. | Maciej Bodnar      | BOH    | + 1' 04"   |

| #    | Zawodnik        | Zespół | Czas         |
| ---- | --------------- | ------ | ------------ |
| 1.   | Richie Porte    | BMC    | 28h 47' 17"  |
| 2.   | Nairo Quintana  | MOV    | + 17"        |
| 3.   | Wilco Kelderman | SUN    | + 52"        |
|      |                 |        |              |
| 76.  | Michał Gołaś    | SKY    | + 57' 40"    |
| 122. | Maciej Bodnar   | BOH    | + 1h 34' 42" |

### Etap 9 – 17.06: Bellinzona, 34,1 km
| #    | Zawodnik             | Zespół | Czas     |
| ---- | -------------------- | ------ | -------- |
| 1.   | Stefan Küng          | BMC    | 39' 44"  |
| 2.   | Søren Kragh Andersen | SUN    | + 19"    |
| 3.   | Tejay van Garderen   | BMC    | + 23"    |
|      |                      |        |          |
| 4.   | Maciej Bodnar        | BOH    | + 26"    |
| 127. | Michał Gołaś         | SKY    | + 5' 32" |

| #    | Zawodnik       | Zespół | Czas         |
| ---- | -------------- | ------ | ------------ |
| 1.   | Richie Porte   | BMC    | 29h 28' 05"  |
| 2.   | Jakob Fuglsang | AST    | + 1' 02"     |
| 3.   | Nairo Quintana | MOV    | + 1' 12"     |
|      |                |        |              |
| 77.  | Michał Gołaś   | SKY    | + 1h 02' 08" |
| 116. | Maciej Bodnar  | BOH    | + 1h 34' 04" |

## Liderzy klasyfikacji po etapach
| Etap                 | Zwycięzca               | Klasyfikacja generalna | Klasyfikacja górska | Klasyfikacja punktowa | Klasyfikacja młodzieżowa | Klasyfikacja drużynowa · |
| -------------------- | ----------------------- | ---------------------- | ------------------- | --------------------- | ------------------------ | ------------------------ |
| 1                    | BMC Racing Team         | Stefan Küng            | –                   | –                     | Sam Oomen                | BMC Racing Team          |
| 2                    | Peter Sagan             | Stefan Küng            | Filippo Zaccanti    | Calvin Watson         | Sam Oomen                | BMC Racing Team          |
| 3                    | Sonny Colbrelli         | Stefan Küng            | Filippo Zaccanti    | Calvin Watson         | Sam Oomen                | BMC Racing Team          |
| 4                    | Christopher Juul-Jensen | Stefan Küng            | Filippo Zaccanti    | Calvin Watson         | Sam Oomen                | BMC Racing Team          |
| 5                    | Diego Ulissi            | Richie Porte           | Romain Sicard       | Calvin Watson         | Sam Oomen                | Movistar Team            |
| 6                    | Søren Kragh Andersen    | Richie Porte           | Mark Christian      | Calvin Watson         | Sam Oomen                | Movistar Team            |
| 7                    | Nairo Quintana          | Richie Porte           | Mark Christian      | Michael Matthews      | Sam Oomen                | Astana Pro Team          |
| 8                    | Arnaud Démare           | Richie Porte           | Mark Christian      | Peter Sagan           | Sam Oomen                | Astana Pro Team          |
| 9                    | Stefan Küng             | Richie Porte           | Mark Christian      | Peter Sagan           | Sam Oomen                | Astana Pro Team          |
| Klasyfikacja końcowa | Klasyfikacja końcowa    | Richie Porte           | Mark Christian      | Peter Sagan           | Enric Mas                | Astana Pro Team          |

## Klasyfikacje końcowe

### Klasyfikacja generalna
| M-ce | Zawodnik          | Zespół               | Czas         |
| ---- | ----------------- | -------------------- | ------------ |
| 1.   | Richie Porte      | BMC Racing Team      | 29h 28' 05"  |
| 2.   | Jakob Fuglsang    | Astana Pro Team      | + 1' 02"     |
| 3.   | Nairo Quintana    | Movistar Team        | + 1' 12"     |
| 4.   | Enric Mas         | Quick-Step Floors    | + 1' 20"     |
| 5.   | Wilco Kelderman   | Team Sunweb          | + 1' 21"     |
| 6.   | Simon Špilak      | Team Katusha-Alpecin | + 1' 47"     |
| 7.   | Sam Oomen         | Team Sunweb          | + 1' 52"     |
| 8.   | Steven Kruijswijk | Team LottoNL-Jumbo   | + 1' 59"     |
| 9.   | Diego Ulissi      | UAE Team Emirates    | + 2' 27"     |
| 10.  | Arthur Vichot     | Groupama–FDJ         | + 2' 41"     |
|      |                   |                      |              |
| 77.  | Michał Gołaś      | Team Sky             | + 1h 02' 08" |
| 116. | Maciej Bodnar     | Bora-Hansgrohe       | + 1h 34' 04" |

| M-ce | Zawodnik             | Zespół               | Punkty |
| ---- | -------------------- | -------------------- | ------ |
| 1.   | Peter Sagan          | Bora-Hansgrohe       | 26     |
| 2.   | Michael Matthews     | Team Sunweb          | 26     |
| 3.   | Søren Kragh Andersen | Team Sunweb          | 21     |
| 4.   | Willie Smit          | Team Katusha-Alpecin | 21     |
| 5.   | Calvin Watson        | Aqua Blue Sport      | 18     |
|      |                      |                      |        |
| 36.  | Maciej Bodnar        | Bora-Hansgrohe       | 4      |

| M-ce | Zawodnik       | Zespół               | Punkty |
| ---- | -------------- | -------------------- | ------ |
| 1.   | Mark Christian | Aqua Blue Sport      | 36     |
| 2.   | Nathan Haas    | Team Katusha-Alpecin | 32     |
| 3.   | Romain Sicard  | Direct Énergie       | 24     |
| 4.   | Nairo Quintana | Movistar Team        | 20     |
| 5.   | Larry Warbasse | Aqua Blue Sport      | 20     |

| M-ce | Zawodnik        | Zespół                    | Czas        |
| ---- | --------------- | ------------------------- | ----------- |
| 1.   | Enric Mas       | Quick-Step Floors         | 29h 29' 25" |
| 2.   | Sam Oomen       | Team Sunweb               | + 32"       |
| 3.   | Pawieł Siwakow  | Team Sky                  | + 2' 27"    |
| 4.   | Hugh Carthy     | EF Education First–Drapac | + 3' 12"    |
| 5.   | Bjorg Lambrecht | Lotto Soudal              | + 4' 11"    |

| M-ce | Zespół           | Czas        |
| ---- | ---------------- | ----------- |
| 1.   | Astana Pro Team  | 87h 51' 34" |
| 2.   | Movistar Team    | + 4' 45"    |
| 3.   | Ag2r-La Mondiale | + 4' 54"    |
| 4.   | Team Sunweb      | + 5' 09"    |
| 5.   | BMC Racing Team  | + 15' 14"   |

|  |  |